# Erik Pettersson
Erik Pettersson   (Vårgårda, 4 d'abril de 1944) és un ciclista suec, ja retirat, que fou professional entre 1970 i 1971. Era germà dels també ciclistes Sture, Gösta i Tomas Pettersson.
Durant la seva carrera amateur va prendre part en dues edicions dels Jocs Olímpics, els de 1964, a Tòquio, en què guanyà una medalla de bronze en la prova de contrarellotge per equips, formant equip amb Sven Hamrin, Sture Pettersson i Gösta Pettersson; i els de 1968, a Ciutat de Mèxic, en què guanyà una medalla de plata en la mateixa prova, aquest cop formant equip amb els seus germans.
En el seu palmarès també destaquen quatre medalles al Campionat del Món en ruta i una al Campionat del Món en pista.

## Palmarès
- 1963
  - 1r a Nordisk Mesterskab de ruta
- 1964
  -  Medalla de bronze als Jocs Olímpics de Tòquio en contrarellotge per equips
- 1965
  -  Campió de Suècia de contrarellotge per equip, amb Tomas Pettersson i Sture Pettersson
- 1966
  -  Campió de Suècia de contrarellotge per equip, amb Gösta Pettersson i Sture Pettersson
  - 1r a Nordisk Mesterskab de contrarellotge per equip, amb Sture, Gösta i Tomas Pettersson
- 1967
  -  Campió del món de contrarellotge per equip amateur amb Sture, Gösta i Tomas Pettersson
  -  Campió de Suècia de ciclisme en ruta
  -  Campió de Suècia de contrarellotge per equip, amb Gösta Pettersson i Sture Pettersson
  - 1r a Nordisk Mesterskab de contrarellotge per equip, amb Sture, Gösta i Tomas Pettersson
  - 1r a Solleröloppet
  - Vencedor de 2 etapes de la Sex-Dagars
- 1968
  -  Campió del món de contrarellotge per equip amateur amb Sture, Gösta i Tomas Pettersson
  -  Campió de Suècia de contrarellotge per equip, amb Gösta Pettersson i Sture Pettersson
  - 1r a Nordisk Mesterskab de contrarellotge per equip, amb Sture, Gösta i Tomas Pettersson
  - 1r al Gran Premi d'Annaba
  - 1r a Solleröloppet
  -  Medalla de plata als Jocs Olímpics de Ciutat de Mèxic en contrarellotge per equips
- 1969
  -  Campió del món de contrarellotge per equip amateur amb Sture, Gösta i Tomas Pettersson
  -  Campió de Suècia de contrarellotge per equip, amb Gösta i Tomas Pettersson
  - 1r a Nordisk Mesterskab de contrarellotge per equip, amb Sture, Gösta i Tomas Pettersson
  - 1r a Nordisk Mesterskab de ciclisme en ruta
  - 1r a Solleröloppet

### Resultats al Giro d'Itàlia
- 1971. Abandona